# Gwen Watford
Gwendoline Watford, detta Gwen (Londra, 10 settembre 1927 – Londra, 6 febbraio 1994), è stata un'attrice britannica.
Attiva in campo teatrale, televisivo e cinematografico, vinse il Laurence Olivier Award alla miglior attrice non protagonista nel 1982 per la sua performance in Present Laughter di Noël Coward.
Fu sposata con l'attore Richard Bebb dal 1952 alla sua morte, avvenuta a 66 anni per un cancro.

## Filmografia parziale

### Cinema
- Corruzione a Jamestown (Never Take Sweets from a Stranger), regia di Cyril Frankel (1960)
- L'erba del vicino è sempre più verde (The Grass Is Greener), regia di Stanley Donen (1960)
- Il limite della vergogna (The Very Edge), regia di Cyril Frankel (1963)
- Cleopatra, regia di Joseph L. Mankiewicz (1963)
- Una messa per Dracula (Taste the Blood of Dracula), regia di Peter Sasdy (1970)
- Sorrell and Son, miniserie TV, regia di Derek Bennett (1984)
- Grido di libertà (Cry Freedom), regia di Richard Attenborough (1987)

### Televisione
- Miss Marple (Agatha Christie's Miss Marple) - serie TV, episodi 1x01-1x12 (1984-1992)